# Tolkien Black
Tolkien Black, anteriormente Token Black  es un Personaje ficticio de la serie de televisión South Park. Originalmente fue el único niño negro en la clase escuela hasta la aparición de Nichole Daniels en "Cartman Finds Love".
Cartman fue preso por acto de odio después de arrojarle una piedra en la cabeza. Además de ser el único chico negro, también es considerablemente más adinerado que sus compañeros de clase. 
Su nombre proviene de la frase estadounidense Token Minority (minoría simbólica), usado típicamente para describir a personas no blancas que tienen papeles no importantes en series de televisión o películas, y que aparecen sólo como "símbolo" (token) de diversidad racial. En la temporada 25 episodio 2 se revela que su nombre proviene del fanatismo de su padre por la literatura, específicamente del escritor J. R. R. Tolkien. Se hizo novio de Wendy Testaburger luego que ésta abandonara a Stan. Toca muy bien el bajo, don que desconocía hasta que Cartman le ordena tocarlo.
Generalmente es burlado por Cartman pero en la temporada 11 Stan le toma odio por llevarse a su novia y empieza a burlarlo igual. Luego Wendy lo deja por Stan.
- Datos: Q47865